# William E. Kepner
William Ellsworth Kepner (* 6. Januar 1893 im Miami County, Indiana; † 3. Juli 1982) war ein US-amerikanischer Offizier in beiden Weltkriegen, zuletzt im Rang eines Generalleutnants.

## Leben
William Kepner diente zunächst bei der Infanterie an der mexikanischen Grenze. Im Ersten Weltkrieg nahm er als Bataillonskommandeur an fast allen Schlachten, an denen amerikanische Truppen in Frankreich beteiligt waren, teil. Nach dem Krieg wechselte er zum US Army Air Service. Er erhielt eine Ausbildung zum Ballonfahrer. 1928 gewann er gemeinsam mit William O. Eareckson den Gordon-Bennett-Cup. In den Jahren 1931/1932 machte er seinen Flugschein für konventionelle Flugzeuge.
Am 28. Juli 1934 startete er gemeinsam mit Albert W. Stevens und Orvil A. Anderson im Stratosphärenballon Explorer I, um einen neuen Höhenrekord aufzustellen. Der Ballon platzte. Die drei Insassen konnten sich mit Fallschirmen retten. Wenig später begleitete er Major Ira C. Eaker auf dem ersten Instrumentenflug vom Atlantik zum Pazifischen Ozean.
Im Februar 1942 wurde er zum Brigadegeneral befördert. Er wurde kommandierender General des 4th Fighter Command und dann der 4th Air Force im Bereich von San Francisco. Im April 1943 erfolgte die Beförderung zum Generalmajor. Im September 1943 übernahm er das VIII Fighter Command der 8th Air Force. Ab August 1944 leitete er die 2nd Bomb Division der Mighty Eighth und flog selbst 24 Kampfeinsätze. Nach dem Kriegsende in Europa übernahm er am 10. Mai 1945 die 9th Air Force.
1946 war er stellvertretender Befehlshaber bei der Operation Crossroads, einer Reihe von Kernwaffentests auf dem Bikini-Atoll, später wurde er Leiter der Atomic Energy Division des Hauptquartiers der Air Force. Am 15. Juni 1950 wurde er zum Generalleutnant befördert und wenig später Oberbefehlshaber des Alaska Command. Am 28. Februar 1953 schied er aus dem aktiven Dienst aus.